# Posthumus
Posthumus bzw. Posthuma (auch Postumus oder Postuma) sind veraltete Bezeichnungen für Söhne bzw. Töchter, die erst nach dem Tod (posthum/postum) des Vaters geboren werden. Relevanz erlangte dies vor allem bezüglich des Erbrechts, indem diese Kinder bereits vor der Geburt gesetzlich dieselben Rechte haben, als wenn sie schon geboren wären. Die Bezeichnung wurde teilweise als Namenszusatz geführt.
Bekannte Träger dieses Namenszusatzes sind:
- Fabius Postumus, römischer Offizier (Kaiserzeit)
- Marcus Cassianius Latinius Postumus
- Claudius Postumus Dardanus, Senator, römischer Jurist, römischer Präfekt
- Gaius Rabirius Postumus, römischer Ritter und Senator
- Marcus Flavius Postumus, römischer Senator (Kaiserzeit)
- Agrippa Postumus, Enkel und Adoptivsohn des Augustus
- Germanus Postumus, Sohn des oströmischen Feldherrn Germanus und der Matasuentha
- Stephan Postumus (* 1236, † 1271), jüngster Sohn des Königs Andreas II. von Ungarn und Beatrix von Este
- Ladislaus Postumus, Herzog von Österreich, König von Böhmen und als Ladislaus V. König von Ungarn
- Heinrich II. Posthumus Reuss (jüngere Linie)
- Friedrich Wilhelm II. Posthumus (1603–1669), Herzog von Sachsen-Altenburg
- Johann I. der Posthume, kurzzeitiger französischer König (1316)
- Elizabeth Posthuma Simcoe (1762–1850), britische Künstlerin und Diaristin

als Familienname:
- Dick Posthumus (* 1950), US-amerikanischer Politiker
- Hans Posthumus (1947–2016), niederländischer Fußballspieler
- Herman Posthumus, Maler des 16. Jahrhunderts
- Nicolaas Wilhelmus Posthumus (1880–1960), niederländischer Wirtschaftshistoriker
- Roelof de Jong Posthumus (1914–1985), deutscher Schriftsteller
- Siep Posthumus (1910–1987), niederländischer Politiker
- Willemijn Posthumus-van der Goot (1897–1989), niederländische Feministin

Sonstige Verwendung
- E.S. Posthumus nannte sich eine US-amerikanische Musikgruppe aus Los Angeles.
- Posthumous ist der Titel eines US-amerikanischen Spielfilms aus dem Jahre 2014.